# Difenilfosfina
Difenilfosfina, também conhecido como difenilfosfano, é um composto organofosforoso com a fórmula (C6H5)2PH. Apresenta-se como um líquido malcheiroso, incolor facilmente oxidado ao ar. É um precursor para ligantes organofosforoso para uso como catalisadores.

## Síntese
Difenilfosfina pode ser preparada a baixo custo da trifenilfosfina.
PPh3  +  2 Li   →   LiPPh2  +  LiPh
LiPPh2  +  H2O   →   Ph2PH  +  LiOH